# Oscar et la Dame rose (pièce de théâtre)
Pour les articles homonymes, voir Oscar et la Dame rose (homonymie).
Oscar et la Dame rose est une pièce de théâtre de Éric-Emmanuel Schmitt adaptée de son roman homonyme, mise en scène Christophe Lidon et créée à la Comédie des Champs-Élysées en 2003. 

## Synopsis
Un jeune garçon de dix ans prénommé Oscar vit à l’hôpital, car il souffre d'un cancer. Il écrit des lettres à Dieu pour parler de sa vie à l'hôpital.

## Fiche technique
- Auteur : Éric-Emmanuel Schmitt
- Mise en scène : Christophe Lidon
- Décors : Claude Lemaire
- Costumes : Carine Sarfati
- Lumières : Marie-Hélène Pinon
- Chanson : Benjamin Murat

- Représentée du 7 février 2003 au 29 juin 2003 à la Comédie des Champs-Élysées

## Distribution
- Danielle Darrieux : Mamie-Rose

## Récompenses
- Molières 2003 : Meilleure comédienne pour Danielle Darrieux[1]

## Reprises
La pièce sera reprise par la suite avec notamment Anny Duperey puis Judith Magre en France,, Jacqueline Bir en Belgique et Rita Lafontaine au Québec. Elle a également été adaptée dans d'autres langues.